# Bangbala
Luiz Ângelo da Silva (Salvador, 21 de junho de 1919), conhecido como Ogã Bangbala ou simplesmente Bangbala, é o ogã mais velho em atividade no Brasil. Ainda jovem mudou-se para o estado do Rio de Janeiro, tendo se estabelecido na Baixada Fluminense, mais especificamente em Belford Roxo, onde onde vive há mais de 70 anos e é um dos mantenedores do terreiro Asé Shangrilá. Bangbala foi iniciado como ogã aos 14 anos de idade no terreiro de Lili De Oxum, da nação efom na Bahia.
Luiz Ângelo é um dos mais velhos ogãs alabês em exercício no Brasil, e, em seu nome de terreiro, Bangbala tem significado em iorubá de “ajude-me a receber riqueza”. Foi partindo dessa riqueza dos conhecimentos, agregada ao longo da vida, que o centenário ogã em 2024 ganhou uma exposição para celebrar sua trajetória e o filme documentário Bangbala, que eu receba riqueza, dirigido por Tânia Amorin e Marcio Nobre, foi exibido no 16.º Encontro de Cinema Negro Zózimo Bulbul: Brasil, África, Caribe & Outras Diásporas, no Museu de Arte Moderna (MAM-RJ) em 2023.
Mais tarde, em julho de 2024, Luiz também ganhou uma exposição no Centro Cultural dos Correios intitulada "Vida na Fé – Matriz Africana – edição Bangbala". Sua curadoria foi assinada conjuntamente pela historiadora Elaine Marcelina e o babalorixá Anderson Bangbose. A exposição foca em detalhes de Bangbala enquanto ainda residia na Bahia, destacando alguns momentos como quando foi diretor do afoxé Filhos de Gandhy, o auxílio na fundação de diversas casas de santo no Rio de Janeiro e na Bahia, além de sua participação em outros tantos ritos fúnebres.
Ao longo de sua vida Bangbala recebeu diversas homenagens, ressaltando a importância de que reconheçamos nossos ícones ainda em vida. Recebeu a Camélia da Liberdade em 2007 e, em 2014, a medalha de Comendador pelas mãos da presidenta Dilma Rousseff através da Ordem do Mérito Cultural. Em 2020, foi homenageado pela escola de samba Unidos do Cabuçu, com o enredo "A Cabuçu canta pra subir no Centenário de Bángbalà".